# Ислам, Атикул
Атикул Ислам (бенг. আতিকুল ইসলাম; род. 1 июля 1961, Саидпур, Восточный Пакистан) — политический деятель Бангладеш, бизнесмен и действующий мэр Муниципальной корпорации Северный город Дакки. Был избран на эту должность на дополнительных выборах, проведенных 28 февраля 2019 года, и принёс присягу 7 марта. Ранее занимал пост председателя Ассоциации производителей и экспортеров одежды Бангладеш с 2013 по 2014 год.

## Биография
Родился 1 июля 1961 года в Саидпуре округа Нилпхамари в семье Момтаджуддина Ахмеда и Маджеды Хатун. Жил также в подокруге Даудканди (в настоящее время подокруг Титас) в Комилле. Самый младший среди 11 братьев и сестер. Получил среднее и среднее профессиональное образование в колледже «Шахин ВВС Бангладеш».
Атикул и его старший брат Шафикул начали бизнес в швейной отрасли Бангладеш, основав компанию «Islam Garments» в 1985 году. Атикул был председателем Ассоциации производителей и экспортеров одежды Бангладеш в 2013—2014 годах. Является президентом Центра передового опыта швейной промышленности Бангладеш, который отвечает за улучшение ситуации с рабочей силой и качества продукции в швейной промышленности страны. Правительство Бангладеш несколько раз объявляло его коммерчески значимым лицом.

## Личная жизнь
Ислам женат на стоматологе-хирурге Шайле Шагуфте Ислам, и у пары есть дочь Бушра Африн. Отец Ислама Момтаджуддин Ахмед был офицером полиции, который вышел на пенсию в звании подполковника в 1965 году. Его брат Тафаззул Ислам занимал должность 17-го судьи Верховного суда Бангладеш, а другой брат Майнул Ислам — генерал-лейтенант в отставке вооружённых сил Бангладеш и бывший старший офицер штаба дивизии, начальник Генерального штаба армии и генеральный директор пограничной службы Бангладеш.